# Суперкуп Мађарске у фудбалу 1992.
Финале Мађарског купа 1992. је било 1. издање Суперкупа, који је годишња утакмица између шампиона НБ I и освајача Купа Мађарске. Сусрет је одигран 12. августа 1992. између екипа Ференцвароша и Ујпеште.
Трофеј је освојио тим из Ујпеште, чиме је постао победник првог издања Суперкупа Мађарске. Успеху љубичастих је на сусрету допринео Денеш Есењи са два гола. Захваљујући Есењијевој доброј игри, у финалу Суперкупа, белгијски ФК Мехелен га је узео у своје редове.

## Учесници
Учесници Суперкупа су били Ференцварош и Ујпешт. У мају 1992. зелено-бели су освојили своју двадесет и четврту лигашку титулу, док су љубичасто-бели освојили седми трофеј Купа Мађарске у финалу купа против Ваца.
| Победник Суперкупа 1992. |
| ------------------------ |
|                          |
| ФК Ујпешт Прва титула    |

## Утакмица
| ФК Ференцварош                                                                              | 1 : 3    | ФК Ујпешт                                                                   |
| ------------------------------------------------------------------------------------------- | -------- | --------------------------------------------------------------------------- |
| Габор Балог 80’ · Тибор Шимон 10’ · Тамаш Секереш 59’ · Жолт Палонг 65’ · Петер Липчеји 70’ | Извештај | Денеш Есењи 50’ 66’ · Золтан Слезак 73’ · Балаж Берци 20’ · Јанош Томка 46’ |

| Ференцварош | Ујпешт |

|              |          |                |     |
|              |          |                |     |
| K            | Мађарска | Тамаш Балог    |     |
| V            | Мађарска | Тибор Шимон    | 10’ |
| V            | Мађарска | Андраш Телек   | 25’ |
| V            | Мађарска | Јожеф Келер    |     |
| V            | Мађарска | Жолт Палинг    | 65’ |
| KP           | Мађарска | Петер Липчеји  | 70’ |
| KP           | Мађарска | Имре фодор     | 60’ |
| KP           | Мађарска | Тамаш Секереш  | 59’ |
| KP           | Мађарска | Јожеф Грегор   |     |
| CS           | Мађарска | Габор Балог    | 80’ |
| CS           | Мађарска | Ласло Вукович  |     |
| Измене:      |          |                |     |
| KP           | Мађарска | Золтан Ваничек | 60’ |
| CS           | Мађарска | Жолт Наш       | 25’ |
| Тренер:      |          |                |     |
| Тибор Њилаши |          |                |     |

|             |          |                |         |
|             |          |                |         |
| K           | Мађарска | Атила Гроф     |         |
| V           | Мађарска | Имре Милишич   |         |
| V           | Мађарска | Золтан Ацел    |         |
| V           | Мађарска | Јанош Томка    | 46’     |
| V           | Мађарска | Золтан Слезак  | 73’     |
| KP          | Мађарска | Золтан Миовец  |         |
| KP          | Мађарска | Берци Балаж    | 20’     |
| KP          | Мађарска | Ђерђ Вебер     |         |
| KP          | Мађарска | Золтан Кечкеш  |         |
| CS          | Мађарска | Шандор Бачи    | 56’     |
| CS          | Мађарска | Денеш Есењи    | 50’ 66’ |
| Измене:     |          |                |         |
| CS          | Мађарска | Тамаш Тифенбах | 56’     |
| Тренер:     |          |                |         |
| Ференц Бене |          |                |         |